# La Nativité mystique
La Nativité mystique  (Natività mistica en italien) est une peinture à huile sur toile (108,5 × 74,9 cm) exécutée, autour de 1500-1501, par Sandro Botticelli, et  conservée à la  National Gallery de Londres.

## Historique
L'œuvre est l'unique qui soit signée et datée par Botticelli ; son histoire est néanmoins obscure voire énigmatique. Le tableau qui était probablement destiné à la dévotion privée d'une noble famille florentine est souvent considérée comme le dernier chef-d'œuvre de l'artiste précédant une longue période d'inactivité avant sa mort, comme l'atteste une lettre à Isabelle d'Este en 1502.
La Nativité mystique a été perdue de vue pendant trois siècles et ce n'est qu'au XVIIIe siècle qu'un anglais dénommé William Young Ottley, un riche amateur d'art, vit l'œuvre encore inconnue (Botticelli n'étant pas encore apprécié comme un  auteur reconnu), à la  Villa Aldobrandini ; il l'acheta et l'emporta à Londres. À sa mort la peinture rejoint la collection Maitland est à la mort de ce dernier la National Gallery de Londres s'est porté acquéreur en 1848.
Le titre « Nativité mystique » a été attribué par la critique moderne afin de souligner le symbolisme complexe de la scène.

## Thème

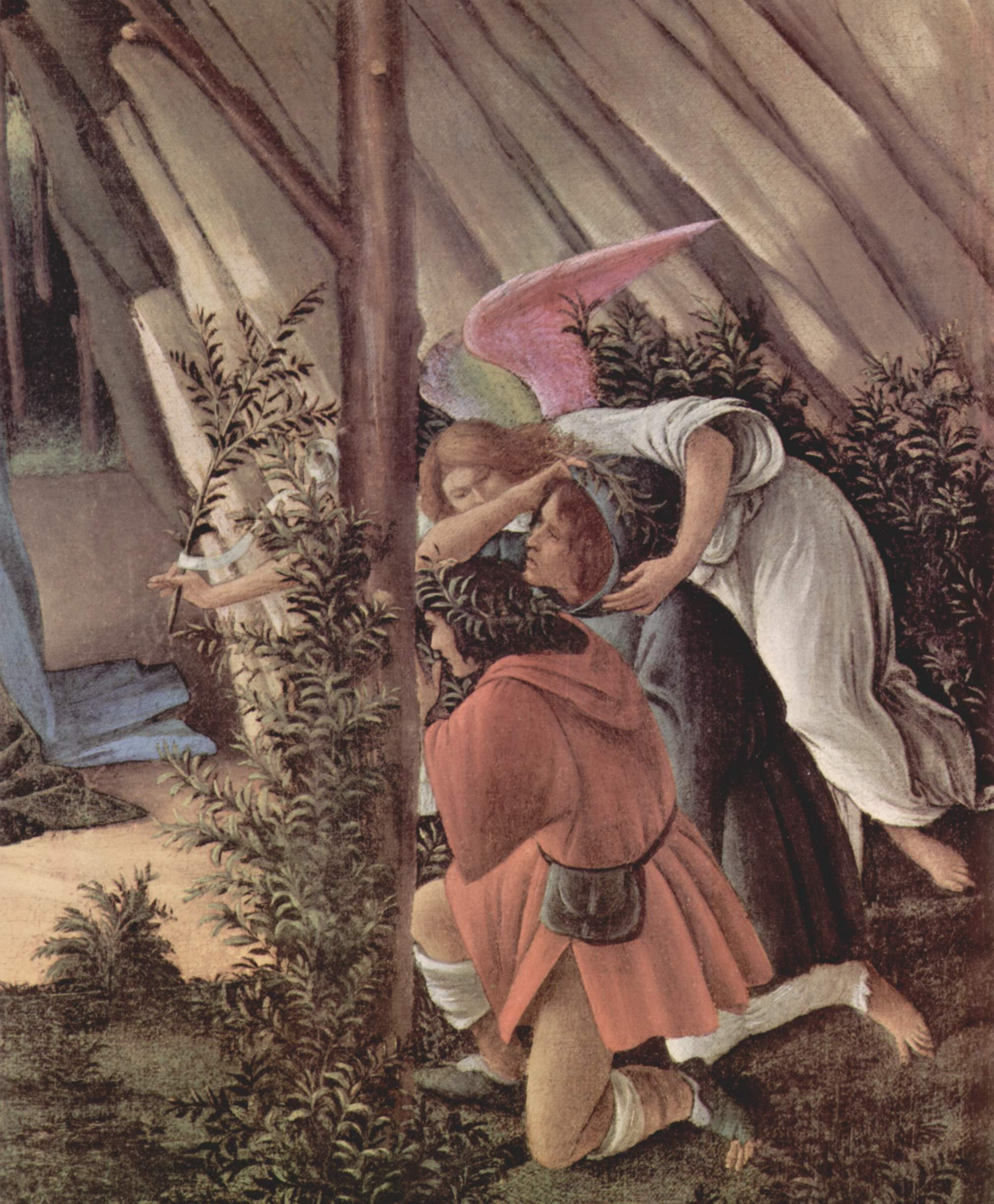
Détail du groupe des « bergers ».

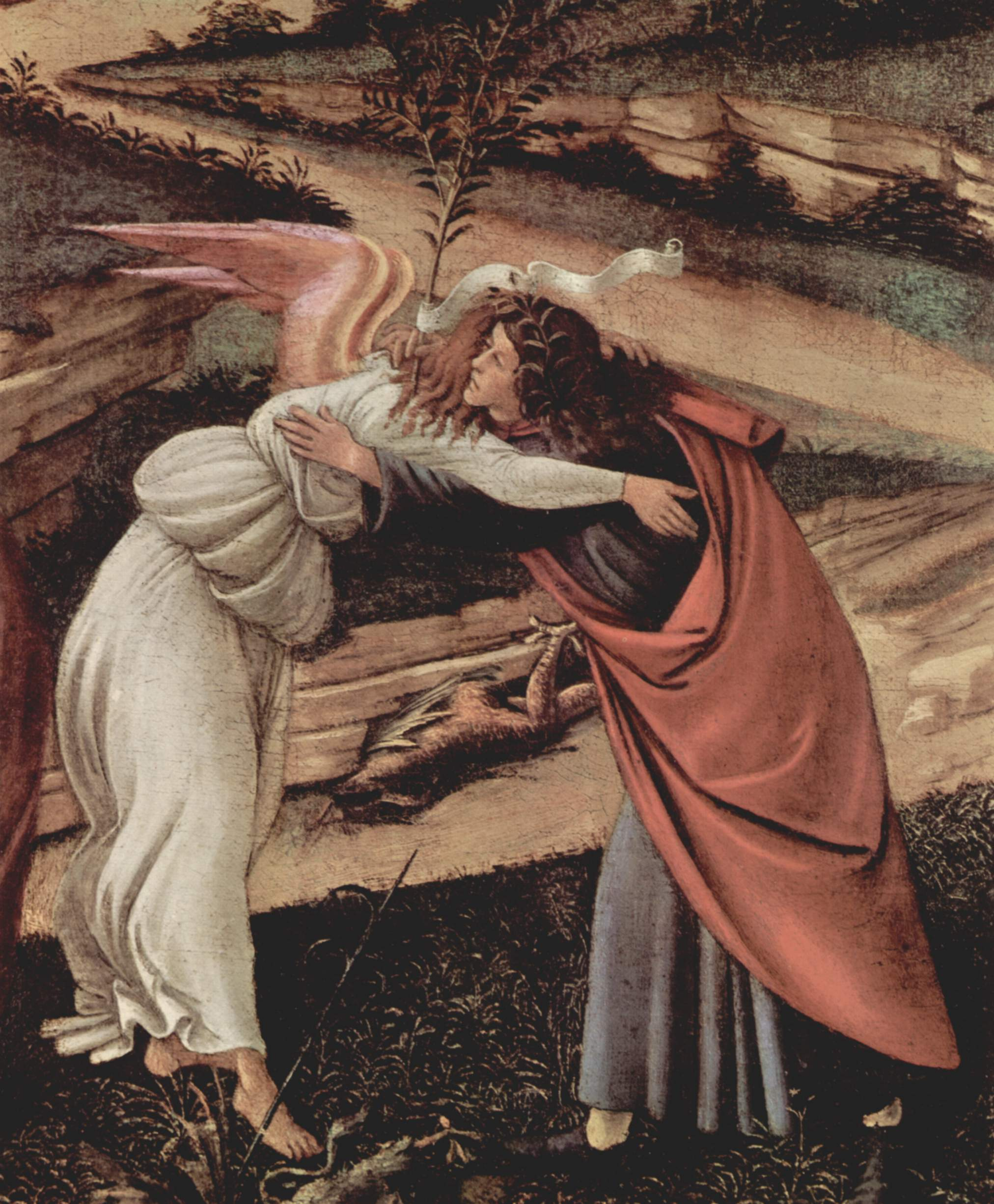
Détail du groupe central du bas laissant entrevoir un diable.

Le thème du tableau est une vision de la Nativité du Christ, interprétée comme une Adoration de l'Enfant avec Marie, les bergers et les mages entre des chœurs d'anges, inspirée par les prophéties de L'Apocalypse selon saint Jean.

## Description

### Inscription sur la partie supérieure
Une inscription  en grec approximatif figure en haut du tableau (traduction) : « Moi Sandro ai fait ce tableau à la fin de l'an 1500 durant les troubles dont est victime l'Italie à la moitié du temps après le temps accordé au onzième chapitre de saint Jean dans le second sceau de l'apocalypse après la disparition du diable pendant trois ans avant qu'il ne soit enchaîné au douzième chapitre [comme il s'est enterré lui-même] ».

### Les anges dans la partie supérieure
Au-dessus de la toiture de la crèche se trouvent trois anges avec des habits blancs, rouges et verts. Ils entonnent un chant en tenant un livre de chant entre les mains. Plus haut, au-delà d'un bosquet qui entoure la grotte, composé d'arbrisseaux élancés disposés en demi-cercle et le ciel bleu azur, le ciel s'ouvre en Paradis sur fond d'or dans lequel un groupe de douze anges habillés de noir, de rouge de blanc, enchaîne une ronde, et tenant des branches d'olivier auxquelles sont accrochés des phylactères portant les inscriptions  « Mère de Dieu », « Épouse de Dieu», « Unique reine du monde » ; trois couronnes sont suspendues à ses rubans et surplombent le haut de la crèche.

### La grotte
La grotte de la Nativité est située au centre de la composition, Elle est constituée d'un relief rocheux très stylisé, ouvert vers son fond laissant entrevoir un bois couvrant tout le fond de la composition avant un ciel dégradé de bleu ; une étable en devant est  constituée d'une toiture en paille soutenue par deux troncs d'arbres et des étais. La Sainte Famille y est placée : l'Enfant  Jésus au centre sur une auge couverte d'un drap blanc ; Marie à droite, agenouillée, les mains jointes adorant l'Enfant ; Joseph, à gauche, assis par terre somnolant, derrière lui une branche porte une banderole ; derrière eux, au-delà de leur mangeoire, se trouvent le bœuf et un âne placé plus en hauteur.

### Les groupes dans la partie centrale
Sur la gauche de la crèche, un ange vêtu de rose accompagne les trois personnages, portant cape et  vêtus d'ocre, de rouge et de vert, couronnés de rameaux d'oliviers.
En regard à droite, un autre ange, habillé de blanc montre l'Enfant à deux personnages agenouillés, jambes nues, chaussures percées.

### Les groupes du bas de la composition
En bas, sous un petit sentier surplombé de rochers écaillés, trois groupes identiques d'anges  portent des branches d'oliviers et enlacent trois personnages portant robe et cape, couronnés  d'oliviers. Des phylactères sur les groupes de gauche portent l'inscription : « Béni soit l'agneau de Dieu, qui a pris pour nous le péché du monde », 
Autour d'eux des diablotins s'enfuient épouvantés en se transperçant de leurs propres fourches et se poussant eux-mêmes dans la profondeur à travers des crevasses dans le sol.

## Interprétation
L'œuvre combine le thème de la nativité du Christ avec celui de la Parousie, le retour du Christ sur terre avant le Jour du jugement comme promis dans le livre de Apocalypse : à ce moment-là on assistera à la réconciliation totale entre les hommes et Dieu, comme semblent l'annoncer les figures enlacées au premier plan. Les trois couples pourraient aussi indiquer les moyens de vaincre la présence du mal, c'est-à-dire par la fraternité et par l'exemple des anges, la prière.
Le fantastique manège du haut a été probablement inspiré par une représentation sacrée mise en scène par Filippo Brunelleschi dans l'église  San Felice in Piazza. Il s'agit d'une recréation de l'Annonciation, dans laquelle des enfants étaient suspendus dans le vide, soutenus par une structure dorée à forme de coupole, simulant un chœur angélique. Ce type de représentation eut un tel succès qu'il a été longtemps  répliqué et il est probable que Botticelli l'ait directement observée.
La ronde de ces douze anges doit correspondre aux douze heures du jour et aux douze mois de l'année, suivant les prêches de Savonarole ; comme les couleurs des trois anges du toit invoquant les trois Vertus théologales :  blanc pour la Foi, rouge pour la Charité et vert pour l'Espérance ; comme ceux du bas qui portent les mêmes couleurs en anges sauvant les humains des limbes, et ainsi que les démons chassés.
Dans le groupe à  gauche de la crèche on pourrait voir librement une interprétation des rois mages venus adorer l'Enfant (le plus agenouillé est barbu), comme dans le groupe des deux personnages aux chausses trouées et portant besace, agenouillés à droite, en bergers guidés fermement par un ange habillé de blanc.

## Style
La composition est caractérisée par des couleurs éclatantes répétées rythmiquement dans les habits des anges et par une disposition extrêmement libre des figures, très éloignée de la rigide géométrie perspective de la culture florentine de la première partie du  Quattrocento.
Les éléments de style archaïque sont nombreux : fond doré, phylactères, proportions hiérarchiques  qui rendent les anges plus petits par rapport à la Vierge selon les conventions de la perspective signifiante de l'art médiéval.
L’espace apparaît dilaté grâce au stratagème de l’ouverture d’un passage dans la grotte et la disposition des personnages sur plusieurs niveaux contribuant à l’augmentation de l’effet de profondeur.
Les symétries marqués, l’attitude des personnages très variée créent une dynamique soutenue.
La composante visionnaire est très présente en opposition aux éléments archaïques de la peinture. Ce contraste détermine la particularité de l’œuvre.
L'irréalisme du tableau est accentué par la présence de textes grecs et latins.

## Analyse
Le thème a été probablement inspiré par la situation religieuse et politique florentine à l'aube du XVIe siècle, avec les évènements tragiques constitués par la descente des troupes de Charles VIII qui envahissent l'Italie, l'exil de Florence de Pierre de Médicis et la prise de pouvoir par le parti de Girolamo Savonarola,.
Botticelli, très influencé par les sermons, a du s'adapter au nouveau climat spirituel à Florence instauré par Savonarole. Il abandonne ses inspirations allégorique et mythologique (qui avaient eu tant de succès auprès de la cour des Médicis), en faveur des peintures sacrées. Toutes les œuvres de la sa dernière phase créative à partir des années 1480 sont caractérisées par un repli sur les formes religieuses riches de significations mystiques et symboliques dans un style archaïque en contradiction avec la tendance artistique de l'époque. Son style témoigne désormais d'une inquiétude intime dans l'environnement artistique de l'époque.

## Sources
- (it) Cet article est partiellement ou en totalité issu de l’article de Wikipédia en italien intitulé « Natività mistica » (voir la liste des auteurs).